# موسوعة الإنترنت للفلسفة
موسوعة الإنترنت في الفلسفة (IEP) هي موسوعة إنترنت تحوي موضوعات في الفلسفة وتراجم الفلاسفة، أسسها جيمس فيسر أستاذ الفلسفة في جامعة تينيسي عام 1995 ويشاركه في التحرير برادلي داودن (أستاذ الفلسفة في جامعة ولاية كاليفورنيا، بالإضافة لعدد من الموظفين والمتطوعين).

## تعريف بموسوعة الفلسفة
منظمة غير هادفة للربح لا تتلقى أي تمويل وتعرف عن نفسها

## المعايير العلمية
الموسوعة ومقالاتها تعتمد معايير «من نفس مستوى أفضل الموسوعات الضخمة المطبوعة في الفلسفة» ويتحقق ذلك في المقام الأول من خلال تجنيد المساهمين المؤهلين تأهيلا جيدا وباستخدام مراجعة الأقران في استعراض المقالات وبطريقة صارمة تلبي المعايير الأكاديمية العالية، وتستخدم الموسوعة الإجراءات التقليدية المغلقة لاستقبال وتحويل المقالات للتحكيم قبل عرضها (مماثلة لتلك التي تعتمدها موسوعة ستانفورد للفلسفة)، ولكن قد تستخدم أحيانا بعض المواد من الملكية العامة لسد فراغ في بعض المقالات مؤقتاً حتى يتم إنجاز المقالات مباشرة.

## وصلات خارجية
- موسوعة الفلسفة على الإنترنت
- تصريح الموسوعة حول معاييرها العلمية
- كادر التحرير